# Suchar
Suchar je druh jednoduché sušenky vyráběné z mouky, vody a někdy soli. V minulosti se suchary brávaly na dlouhé námořní a vojenské výpravy vzhledem k jejich dlouhé trvanlivosti. Jejich hlavním účelem tedy bylo hlavně zasytit, jejich chuť byla často nevalná. Navíc byly velmi tvrdé a často prožrané červy.